# Nyctemera bougainvillensis
Nyctemera bougainvillensis är en fjärilsart som beskrevs av Embrik Strand 1916. Nyctemera bougainvillensis ingår i släktet Nyctemera och familjen björnspinnare. Inga underarter finns listade i Catalogue of Life.